# Мари Вокер
Сер Грејам Мари Вокер (енгл. Graeme Murray Walker; Бирмингем, 10. октобар 1923 — Фординбриџ, 13. март 2021) био је британски новинар и телевизијски коментатор, који се прославио преносима трка у светским шампионатима Формуле 1 на телевизијској мрежи Би-Би-Си.